# Parafia św. Stanisława i św. Jana Chrzciciela w Gościeradowie Plebańskim
Parafia pw. Świętego Stanisława i Świętego Jana Chrzciciela w Gościeradowie Plebańskim - parafia rzymskokatolicka znajdująca się w diecezji sandomierskiej w dekanacie Zaklików. Erygowana w 1391. Mieści się pod numerem 6.